# Cantó de Borg
El cantó de Borg és un cantó francès del departament de la Gironda, situat al districte de Blaia. Té 15 municipis i el cap és Borg.

## Municipis
- Baion
- Borg
- Coms
- Gauriac
- Lançac
- Mombrier
- Prinhac e Marcamps
- Pugnac
- Sent Circ de Caneça
- Sent Seurin de Borg
- Saint-Trojan
- Samonac
- Tauriac
- Teuillac
- Villeneuve

## Història
| Data d'elecció                           | Identitat     | Partit        | Qualitat |
| ---------------------------------------- | ------------- | ------------- | -------- |
| 1973-1979                                | M. Lucas      | Divers droite |          |
| 1979-2004                                | Claude Broy   | PS            |          |
| 2004-                                    | Max Jean-Jean | PS            |          |
| les dades anteriors no són pas conegudes |               |               |          |
|                                          |               |               |          |

## Demografia
| 1962   | 1968   | 1975   | 1982   | 1990   | 1999   | 2006   |
| ------ | ------ | ------ | ------ | ------ | ------ | ------ |
| 10.406 | 10.856 | 10.939 | 11.928 | 12.175 | 12.325 | 12.627 |